# Sainte-Agnès, Jura
Sainte-Agnès är en kommun i departementet Jura i regionen Bourgogne-Franche-Comté i östra Frankrike. Kommunen ligger i kantonen Beaufort som tillhör arrondissementet Lons-le-Saunier. År 2022 hade Sainte-Agnès 364 invånare.

## Befolkningsutveckling
Antalet invånare i kommunen Sainte-Agnès
Referens:INSEE